# Prokain penicilin
Prokain penicilin je naziv za smjesu benzilpenicilina i lokalnog anestetika prokaina.
Prokain penicilin se primjenjuje intramuskularno, gdje se nakon primjene, benzilpenicilin postupno polako apsorbira iz tkiva u krvotok, pa se koristi kada su potrebne dugotrajno ali niske koncentracije benzilpenicilina. Prokain ublažava bol nastalu deponiranjem velike količine penicilina.